# Mansa (Distrikt, Indien)
Der Distrikt Mansa (Panjabi ਮਾਨਸਾ ਜ਼ਿਲ੍ਹਾ) ist ein Distrikt im indischen Bundesstaat Punjab.
Der Distrikt wurde am 13. April 1992 aus dem damaligen Distrikt Bathinda herausgelöst.
Er gehört zur Division Faridkot.
Er umfasst eine Fläche von 2198 km². Verwaltungssitz ist die gleichnamige Stadt Mansa. Der Distrikt befindet sich im so genannten „Baumwollgürtel“ von Punjab. Im äußersten Süden durchquert der Fluss Ghaggar den Distrikt.
Die meistgesprochene Sprache und Amtssprache ist Panjabi.

## Bevölkerung
Die Einwohnerzahl betrug beim Zensus 2011 769.751, 10 Jahre zuvor waren es noch 688.758.
Dies entspricht einem Zuwachs von 11,8 %.
Das Geschlechterverhältnis lag bei 883 Frauen auf 1000 Männer. Die Alphabetisierungsrate lag bei 61,83 % (67,31 % bei Männern, 55,68 % bei Frauen).
77,75 % der Bevölkerung waren Sikhs, 20,34 % Hindus.

## Verwaltungsgliederung
Der Distrikt ist in 3 Tehsils gegliedert:
- Budhlada
- Mansa
- Sardulgarh

Städte vom Status eines Municipal Councils sind:
- Bareta
- Budhlada
- Mansa

Städte vom Status eines Nagar Panchayats sind:
- Bhikhi
- Sardulgarh